# Francisco António Pereira da Costa
Francisco António Pereira da Costa (Lisboa, 11 de outubro de 1809 — Lisboa, 3 de maio de 1889) foi um médico e professor da cadeira de Mineralogia e Geologia da Escola Politécnica de Lisboa, pioneiro da paleontologia em Portugal.

## Biografia
Nasceu em Lisbos, filho de um farmacêutico, tendo conseguido, graças à sua inteligência e esforço, matricular-se em 1825, aos 16 anos de idade, na Faculdade de Medicina da Universidade de Coimbra. Aderiu ao ideário do liberalismo, o que o obrigou em 1828, face à aclamação de D. Miguel como rei absoluto, a interromper os estudos. Entretanto o pai, também liberal, fora obrigado a exilar-se e faleceu no estrangeiro: Para sustentar a família foi obrigado a assumir a farmácia paterna, mas em pouco tempo foi obrigado a fechar devido às perseguições políticas.
Em 1833, com o triunfo da causa liberal, conseguiu terminar os estudos e obteve com distinção o título de bacharel em Medicina. Contudo, interessado pelas ciências naturais, em particular pela geologia, em 1840 foi nomeado professor da cadeira de Mineralogia e Geologia da Escola Politécnica de Lisboa, cargo que manteria até se reformar em 1887. Ao longo da sua carreira de mais de 35 anos como docente, desenvolveu trabalho de investigação no campo da mineralogia e da paleontologia, sendo um dos primeiros colaboradores de Carlos Ribeiro na Comissão Geológica de Portugal.
Parte importante do seu trabalho foi o classificação e organização dos minerais, rochas e fósseis da colecção proveniente do Palácio Real da Ajuda que havia sido entregue ao cuidado do Museu da História Natural da Academia Real das Ciências de Lisboa.  Parte importante dessas colecções consistia em materiais das colónias, incluindo do Brasil. Deve-se a Pereira da Costa a identificação e classificação dos minerais e a identificação e classificação dos espécimes de moluscos da colecção do rei D. Pedro V.
Foi eleito em 1853 sócio da Academia Real das Ciências de Lisboa e nomeado membro do Conselho de Minas do Ministério das Obras Públicas, Comércio e Indústria. Em 1857, quando da criação da Comissão Geológica de Portugal, foi nomeado, juntamente com Carlos Ribeiro, para a respetiva direção. Na Comissão Geológica coube-lhe dirigir os estudos paleontológicos e a organização das colecções. Manteve-se na Comissão Geológica até à sua dissolução em 1868, ano em que voltou às suas funções na Escola Politécnica de Lisboa.
Era reconhecido pelo seu conhecimento das línguas latina, grega, inglesa e francesa, o que lhe permitiu integrar as redes europeias de investigação paelontológica. Em consequência disso, recebeu um doutoramento honoris causa concedido pela bávara de Regensburg (Universidade de Ratisbona). Foi agraciado com o grau de comendador da Ordem de Cristo, distinção concedida pelo rei D. Pedro V.
O seu principal legado científico são os trabalhos que publicou sobre moluscos fósseis do Terciário em Portugal e sobre pré-história. É autor da primeira monografia publicada em Portugal sobre a presença humana pré-histórica no oeste da Península Ibérica.